# Nieuwezijde
Nieuwezijde (« Nouveau Côté » en néerlandais) était le nom de l'une des deux parties de la ville médiévale d'Amsterdam, située à l'ouest de l'Amstel, et du côté de Nieuwe Kerk (la « Nouvelle église »). Ce quartier est aujourd'hui situé dans l'hypercentre (binnenstad) de l'arrondissement de Centrum, et délimité par le Damrak, le Dam, le Rokin, le Singel et le Prins Hendrikkade. Par opposition, la « Vieux Côté» (Oudezijde) est située de l'autre côté de l'Amstel, là où se trouve la Oude Kerk (la « Vieille église »).
Les principales rues du quartier sont Nieuwendijk et la Kalverstraat, qui sont aujourd'hui deux des rues commerçantes de la ville les plus fréquentées, et qui formaient initialement les digues ouest construites le long de l'Amstel. Les principaux canaux du quartier étaient le Nieuwezijds Voorburgwal et le Nieuwezijds Achterburgwal qui furent tous deux rebouchés au XIXe siècle. Ils constituent le pendant du Oudezijds Voorburgwal et du Oudezijds Achterburgwal situés dans la vieille ville. La liaison avec l'IJ au nord se faisait au niveau de Nieuwezijds Kolk, devenu Martelaarsgracht.
Nieuwezijde fut construite au Moyen Âge, entre le XIIIe siècle et le XVe siècle. La principale construction de l'époque fut la Nieuwe Kerk, dont les travaux débutèrent vers 1400. Au XVIIe siècle, une partie importante du quartier fut détruite pour construite le Paleis op de Dam à l'endroit où se trouvait l'ancienne mairie (Stadhuis), sur ce qui constitue aujourd'hui la place du Dam.